# Provincia d'Assia-Nassau
La provincia d'Assia-Nassau ( tedesco : Provinz Hessen-Nassau) fu una provincia della Prussia dal 1868 al 1944.

## Storia
La provincia d'Assia-Nassau venne creata come conseguenza della guerra austro-prussiana del 1866 unendo alcuni precedenti stati indipendenti: l'Elettorato d'Assia-Kassel, il Ducato di Nassau e la Città libera di Francoforte, nonché parti del Regno di Baviera, del Granducato d'Assia-Darmstadt e del langraviato d'Assia-Homburg. Queste regioni formarono dal 1868 la provincia prussiana di Assia-Nassau con capitale Kassel, suddivisa internamente nei due circondari (Bezirke) di Kassel e Wiesbaden.
Il 1º aprile 1929, in seguito a una votazione popolare, il Libero Stato di Waldeck divenne parte dell'Assia-Nassau, e nello specifico del circondario di Kassel.
Nel 1933 il governo nazista abolì de facto tutti gli stati tedeschi perciò anche le province acquisirono un significato secondario. Nel 1944 l'Assia-Nassau venne suddivisa in due province: Kurhessen (capitale a Kassel) e Nassau (capitale a Wiesbaden). Nel 1945, dopo la fine della Seconda Guerra mondiale, queste due province vennero nuovamente riunite assieme alla vicina Assia-Darmstadt e ad altri territori per formare il moderno Land dell'Assia di cui divenne capitale proprio Wiesbaden (pur non essendo mai stata considerata parte dell'Assia storica), mentre parti del Nassau entrarono nel nuovo Land della Renania-Palatinato compreso lo stesso centro di Nassau che aveva dato nome alla provincia.

## Oberpräsidents
L'Oberpräsident (o "Alto Commissario") era l'amministratore capo di una provincia prussiana, nominato dal re su consiglio del ministro prussiano dell'Interno . L'Oberpräsident amministrava la provincia con l'assistenza di un consiglio provinciale nominato dal governo prussiano.
- 1867–1871: Eduard von Moeller
- 1872–1875: Ludwig von Bodelschwingh
- 1876–1881: August von Ende
- 1881–1892: Botho zu Eulenburg
- 1892–1898: Eduard von Magdeburg
- 1898–1903: Robert von Zedlitz-Trützschler
- 1903–1907: Ludwig von Windheim
- 1907–1917: Wilhelm Hengstenberg
- 1917–1919: August von Trott zu Solz
- 1919–1930: Rudolf Schwander
- 1930–1932: August Haas
- 1932–1933: Ernst von Hülsen
- 1943–1944: Ernst Beckmann

## Insegne
La bandiera dell'Assia-Nassau era identica a quella dei Paesi Bassi, in quanto la casa reale olandese è originaria del Ducato di Nassau.
Lo stemma era diviso in tre parti, ognuna delle quali mostrava gli stemmi delle tre entità che formavano l'Assia-Nassau:
- un leone coronato argento-rosso su sfondo blu (Elettorato di Assia)
- un leone dorato coronato su sfondo blu (Ducato di Nassau)
- un'aquila argentata su sfondo rosso (Città libera di Francoforte)